# Common PKI
Common PKI, vormals Industrial Signature Interoperability and Mailtrust Specification (ISIS-MTT) war eine Spezifikation für Zertifizierungen, gemeinsam herausgegeben von der TeleTrusT und T7. Im Oktober 2009 wurde die erste Version veröffentlicht unter dem Namen ISIS-MTT. Im September 2008 erfolgte aus markenrechtlichen Gründen eine Umbenennung in Common PKI. Die letzte Version 2.0 wurde am 20. Januar 2009 herausgegeben. Inzwischen wird die Common PKI nicht mehr weiterentwickelt und auch die Webseite ist offline.
Das deutsche Wirtschaftsministerium förderte dieses Standardprofil für Interoperabilität von PKI-Anwendungen.
Die Common PKI-Spezifikation ist ein Profil über international verbreitete und anerkannte Standards für elektronische Signaturen, Verschlüsselung und Public-Key-Infrastrukturen. Die Common PKI berücksichtigt alle geschäftsrelevanten elektronischen Signaturen bis hin zur qualifizierten elektronischen Signatur nach dem deutschen Signaturgesetz (SigG), mit der den Formvorschriften im Privat- und Verwaltungsrecht entsprochen werden kann. Außerdem beinhaltet die Spezifikation auch Sicherheitsfunktionalitäten für Secure E-Mail mit unterschiedlichen Sicherheitsniveaus und die Kompatibilität zu den international akzeptierten Standards. Hierdurch wird die schnelle Verfügbarkeit von interoperablen Sicherheitsprodukten sowohl auf der Ebene der Zertifizierungsdiensteanbieter als auch auf der Anwenderebene (Clientseite) ermöglicht.

## Common-PKI-Spezifikation 2.0
Die aktuelle Version der Common PKI Spezifikation besteht aus den folgenden Teilen:
- Part 1: Certificate and CRL Profiles
- Part 2: PKI Management
- Part 3: CMS based Message Formats
- Part 4: Operational Protocols
- Part 5: Certificate Path Validation
- Part 6: Cryptographic Algorithms
- Part 7: Signature API
- Part 8: XML based Message Formats
- Part 9: SigG Profile

## Umsetzung in der Praxis
An der Erarbeitung der Spezifikation waren sowohl Signatur-Anwendungsanbieter als auch Trustcenter-Betreiber beteiligt. Alle deutschen Trustcenter für qualifizierte elektronische Signaturen haben die Common PKI Spezifikation umgesetzt. Zudem wird das Standardprofil von der öffentlichen Hand offiziell empfohlen, so dass die Common PKI Spezifikation von den führenden deutschen Produktentwicklern und Lösungsanbietern für E-Business und E-Government unterstützt wird.
Dies gewährleistet ein hohes Qualitätsniveau für die Interoperabilität von Common PKI-konformen Produkten und Lösungen und schafft die Voraussetzung für hohe Marktakzeptanz und schnelle Marktdurchdringung.

## Produktregistrierung
Es gibt für Hersteller die Möglichkeit der Produktregistrierung. Sie ersetzt seit dem Mai 2013 das frühere Common PKI Siegel. Im Rahmen eines klar definierten Prozesses wird eine Herstellerselbserklärung abgegeben, die auf der Webseite von Common PKI veröffentlicht wird. Dies kann auf Basis eines Prüfprotokolls des Common-PKI-Testsystems erfolgen, es kann aber auch zusätzlich von einem der anerkannten Prüflabors für Produkte testiert werden, durch das für bestimmte Funktionalitätsklassen die Einhaltung der Common PKI Spezifikation nachgewiesen wurde. Die Anforderungen werden in den Common PKI Compliance Criteria beschrieben.